# L'Amour de Michaïl et Concetta
Pour plus de détails, voir Fiche technique et Distribution.
L'Amour de Michaïl et Concetta (Ο έρως της Κοντσέττας σώζει τον Μιχαήλ, O éros tis Kontséttas sózi ton Michaíl) est un film grec réalisé par Lykourgos Kalapothakis et sorti en 1924.

## Fiche technique
- Titre : L'Amour de Michaïl et Concetta
- Titre original : Ο έρως της Κοντσέττας σώζει τον Μιχαήλ (O éros tis Kontséttas sózi ton Michaíl)
- Réalisation : Lykourgos Kalapothakis
- Scénario : Michaïl Michaïl fils de Michaïl
- Direction artistique :
- Décors :
- Costumes :
- Photographie : Joseph Hepp
- Son :
- Montage :
- Musique :
- Pays d'origine :  Grèce
- Format :  Noir et blanc - muet
- Genre : Comédie romantique
- Durée : court métrage
- Dates de sortie : 1924

## Distribution
- Michaïl Michaïl
- Concetta Moschou
- Rita Rousou
- Mairi Flery
- Dora Stefanou
- Lolotta Ioannidou
- Anna Roussou
- Periklis Plemenidis
- Emm
- Gavathiotis